# 풀잎해룡
풀잎해룡(weedy seadragon, Phyllopteryx taeniolatus)은 실고기과 실고기아과 풀잎해룡속에 속하는 바닷물고기의 일종이다. 본래는 풀잎해룡속의 유일종이었으나 루비해룡이 발견되면서 아니게 되었다. 서식지가 매우 제한적이어서 대보초와 태즈메이니아 등 호주 연안 일부에서만 발견된다.
몸길이는 45cm 내외이며, 몸의 구조는 해마와 유사하지만 꼬리를 감지 않고 펼친 채 유영한다. 생김새는 바닷말과 비슷하며 몸의 지느러미는 엽상체와 닮았으며, 지느러미 외에도 방어용의 뾰족한 가시들이 몸 곳곳에 나 있다. 수컷이 암컷보다 좀더 좁고 어두운 색의 몸을 지녔다고 알려져 있다. 크릴, 곤쟁이와 플랑크톤 등을 주식으로 하며, 50m 안팎의 얕은 연안 구간, 특히 해저가 완만한 곳에서 서식한다. 번식에 관해서는 거의 알려진 바가 없다.
빅토리아주의 해병대의 상징이다.